# Intruzi
Intruzi (ang. Intruders) – amerykańsko-brytyjsko-hiszpański thriller z 2011 roku oparty na scenariuszu Nicolása Casariego oraz Jaime Marquesa i w reżyserii Juana Carlosa Fresnadillo. Zdjęcia kręcono w Londynie, Madrycie i Segowii.

## Opis fabuły
Madryt. 7-letniego Juana (Izan Corchero) prześladują koszmarne sny, w których pojawia się człowiek pozbawiony twarzy. Matka chłopca, Luisa (Pilar López de Ayala), prosi o pomoc księdza. W tym samym czasie w Londynie 12-letnią Mię również zaczyna nawiedzać widmo bez twarzy.

## Obsada
- Clive Owen jako John Farrow
- Carice van Houten[2] jako Susanna
- Ella Purnell jako Mia Farrow
- Pilar López de Ayala jako Luisa[3]
- Izan Corchero jako Juan
- Daniel Brühl jako ojciec Antonio
- Lolita Chakrabarti jako doktor Roy
- Kerry Fox jako doktor Rachel

i inni